# The Road to Escondido

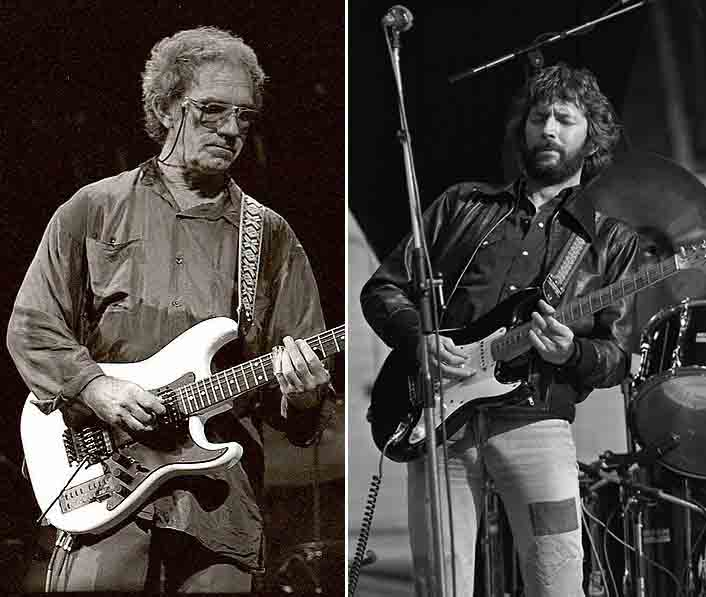
JJ Cale et Eric Clapton.

Albums de JJ Cale et Eric Clapton
To Tulsa and Back
(2003) Rewind
(2007)
The Road to Escondido (2006) est un album de JJ Cale et Eric Clapton. Cet album, qui est le quatorzième JJ Cale, a reçu en 2008 le Grammy Award du meilleur album de blues contemporain.

## Historique
L'album est dédié à Brian Roylance et Billy Preston dont c'est le dernier enregistrement avant son décès en juin 2006. Par le passé Éric Clapton a repris plusieurs titres de JJ Cale, dont Cocaine, il eut par suite envie d'avoir un album produit par ce dernier. L'occasion lui est donnée en 2004 lorsque Clapton organise le festival Crossoads à Dallas avec l'élite des guitaristes, dont JJ Cale. Cale et Clapton ont joué ensemble sur scène, accompagnés par le groupe de JJ Cale. Éric Clapton a alors proposé à JJ Cale qu'il produise un de ses prochains albums. En fin de compte, les enregistrements ont abouti à un album signé en commun par les deux artistes, même si JJ Cale a composé onze des quatorze titres de l'album.
L'album est le 14e de J.J Cale, il a été classé 23e au Billboard en 2006.
Escondido est une ville située près du lieu de résidence de JJ Cale, Valley Center en Californie.

## Titres de l’album
1. Danger - 5:34
2. Heads in Georgia - 4:12
3. Missing Person - 4:26
4. When This War Is Over - 3:49
5. Sporting Life Blues (Brownie McGhee) - 3:31
6. Dead End Road - 3:30
7. It's Easy - 4:19
8. Hard to Thrill (Eric Clapton/John Mayer) - 5:11
9. Anyway the Wind Blows - 3:56
10. Three Little Girls (Eric Clapton) - 2:44
11. Don't Cry Sister - 3:10
12. Last Will and Testament - 3:57
13. Who Am I Telling You ? - 4:08
14. Ride the River - 4:35

Compositions de JJ Cale, sauf indication contraire.

## Musiciens
- JJ Cale - guitare, basse, chant, claviers
- Eric Clapton - guitare, chant
- Doyle Bramhall II - guitare
- Derek Trucks - guitare
- John Mayer - guitare
- Albert Lee - guitare
- Christine Lakeland - guitare, chant
- Gary Gilmore - basse
- Willie Weeks - basse
- Nathan East - basse
- Pino Palladino - basse
- Billy Preston- orgue Hammond, Fender Rhodes, Wurlitzer
- Walt Richmond - piano.
- Jim Karstein - batterie, percussions
- James Cruce - batterie, percussions
- Steve Jordan - batterie
- Abraham Laboriel Jr. - batterie
- Simon Climie - percussions
- David Teegarden - percussions
- Taj Mahal - harmonica
- Dennis Caplinger - flûte
- Bruce Fowler, Marty Grebb, Steve Madaio, Jerry Peterson  - cor d'harmonie